# Face the Sun
Face the Sun – czwarty album studyjny południowokoreańskiej grupy Seventeen, wydany 27 maja 2022 roku przez Pledis Entertainment i dystrybuowany przez YG Plus. Płytę promował singel „Hot”. Album ukazał się w pięciu edycjach fizycznych.
Repackage albumu, zatytułowany Sector 17, ukazał się 7 lipca 2022 roku. Zawierał cztery nowe utwory, w tym główny singel „World”.

## Lista utworów

### Face the Sun
| CD | CD                                      | CD | CD                                                                                        | CD                 | CD      |
| Nr | Tytuł utworu                            | Tekst | Kompozycja                                                                                | Aranżacja          | Długość |
| -- | --------------------------------------- | --- | ----------------------------------------------------------------------------------------- | ------------------ | ------- |
| 1. | „Darl+ing”                              | Woozi, Bumzu, Shannon                                                                                        | Woozi, Bumzu, Hwang Hyun (MonoTree)                                                       | Bumzu, Hwang       | 2:56    |
| 2. | „Hot”                                   | Woozi, Bumzu, Dan August Rigo, Ploypaworawan Praison                                                         | Woozi, Bumzu, Tim Tan, Rigo, Praison, Softserveboy (153/Joombas), Alex Keem (153/Joombas) |                    | 3:17    |
| 3. | „Don Quixote”                           | Woozi, Bumzu, Wonwoo, Michel "Lindgren" Schulz, Melanie Joy Fontana                                          | Woozi, Bumzu, Tommy Brown, Steven Franks, Fontana, Schulz                                 |                    | 2:52    |
| 4. | „March”                                 | Woozi, Bumzu, Park Gi-tae (Prismfilter)                                                                      | Woozi, Bumzu, Park Gi-tae                                                                 | Bumzu, Park Gi-tae | 3:16    |
| 5. | „Domino”                                | Woozi, Bumzu, Mingyu, Sara Davis, Cameron Walker, Jordan Witzigreuter                                        | Woozi, Bumzu, Davis, Walker, Witzigreuter                                                 |                    | 3:34    |
| 6. | „Shadow”                                | Woozi, Bumzu, Dino, Arcades, Johan Fransson, Ryan Lawrie, Matt Thomson, Max Lynedoch Graham, Gabriel Brandes | Woozi, Bumzu, Dino, Arcades, Fransson, Lawrie ,Thomson, Graham, Brandes                   |                    | 3:33    |
| 7. | „Nolaehae” (kor. 노래해, ang. Bout You) | Woozi, Bumzu, Park Gi-tae                                                                                    | Woozi, Bumzu, Park Gi-tae                                                                 | Bumzu, Park Gi-tae | 2:42    |
| 8. | „If You Leave Me”                       | Woozi, Bumzu, S.Coups, Hoshi, Nmore (Prismfilter)                                                            | Woozi, Bumzu, Nmore                                                                       | Bumzu, Nmore       | 3:32    |
| 9. | „Ash”                                   | Woozi, Bumzu, Vernon, Robb Roy                                                                               | Woozi, Bumzu, Vernon, Roy, Nick Lee, Kyan Palmer                                          |                    | 3:21    |

### Sector 17
| CD  | CD                                | CD                                                                           | CD                                                        | CD                | CD      |
| Nr  | Tytuł utworu                      | Tekst                                                                        | Kompozycja                                                | Aranżacja         | Długość |
| --- | --------------------------------- | ---------------------------------------------------------------------------- | --------------------------------------------------------- | ----------------- | ------- |
| 1.  | „Circles” (kor. 돌고 돌아)        | Woozi, Bumzu                                                                 | Woozi, Bumzu, Nmore                                       | Bumzu, Nmore      | 3:59    |
| 2.  | „_World”                          | Woozi, Bumzu, Vernon, S.Coups, Melanie Joy Fontana, Michel "Lindgren" Schulz | Woozi, Bumzu, Tommy Brown, Steven Franks, Fontana, Schulz |                   | 2:58    |
| 3.  | „Fallin' Flower” (Korean version) | Woozi, Bumzu, Dino" Park Gitae                                               | Woozi, Bumzu, Park Gitae                                  | Bumzu, Park Gitae | 3:30    |
| 4.  | „Cheers” (wyk. Seventeen leaders) | Woozi, Bumzu, S.Coups, Hoshi, Vernon                                         | Woozi, Bumzu, Vernon, Ohway!                              | Bumzu, Ohway!     | 3:01    |
| 5.  | „Darl+ing”                        |                                                                              |                                                           |                   | 2:56    |
| 6.  | „Hot”                             |                                                                              |                                                           |                   | 3:17    |
| 7.  | „Don Quixote”                     |                                                                              |                                                           |                   | 2:52    |
| 8.  | „March”                           |                                                                              |                                                           |                   | 3:16    |
| 9.  | „Domino”                          |                                                                              |                                                           |                   | 3:34    |
| 10. | „Shadow”                          |                                                                              |                                                           |                   | 3:33    |
| 11. | „Bout You”                        |                                                                              |                                                           |                   | 2:42    |
| 12. | „If You Leave Me”                 |                                                                              |                                                           |                   | 3:32    |
| 13. | „Ash”                             |                                                                              |                                                           |                   | 3:21    |

## Notowania
| Lista                                       | Pozycja      | Pozycja   |
| Lista                                       | Face the Sun | Sector 17 |
| ------------------------------------------- | ------------ | --------- |
| South Korean Albums (Circle)                | 1            | 1         |
| Austrian Albums (Ö3 Austria)                | 22           | –         |
| Belgian Albums (Ultratop Flanders)          | 18           | 50        |
| Belgian Albums (Ultratop Wallonia)          | 19           | 35        |
| Croatian International Albums (HDU)         | 2            | 2         |
| Dutch Albums (Album Top 100)                | 55           | –         |
| Finnish Albums (Suomen virallinen lista)    | 11           | –         |
| French Albums (SNEP)                        | 13           | –         |
| German Albums (Offizielle Top 100)          | 7            | 12        |
| Hungarian Albums (MAHASZ)                   | 11           | 18        |
| Japanese Albums (Oricon)                    | 1            | 1         |
| Japanese Hot Albums (Billboard Japan)       | 1            | 1         |
| Polish Albums (ZPAV)                        | 4            | –         |
| Spanish Albums (PROMUSICAE)                 | 20           | 43        |
| Swedish Physical Albums (Sverigetopplistan) | 5            | 14        |
| Swiss Albums (Schweizer Hitparade)          | 19           | 29        |
| UK Digital Albums (OCC)                     | 57           | –         |
| Billboard 200                               | 7            | 4         |
| World Albums (Billboard)                    | 1            | 1         |

## Sprzedaż

### Face the Sun
| Kraj             | Sprzedaż   | Certyfikat  |
| ---------------- | ---------- | ----------- |
| Japonia          | 510 743+   | 2× Platinum |
| Korea Południowa | 3 125 899+ | 2x Million  |
| USA              | 74 000+    |             |

### Sector 17
| Kraj             | Sprzedaż   |
| ---------------- | ---------- |
| Japonia          | 290 052+   |
| Korea Południowa | 1 742 874+ |
| USA              | 31 000+    |